# Nectanebo II
Senedyemibra - Najthorhabet, o Nectanebo II (nombre helenizado) fue el último faraón de la dinastía XXX de Egipto, la última dinastía de reyes egipcios aborigen, gobernando de 359 a 343 a. C. 
Manetón lo llama Nectanebo, y comenta que reinó 18 años, según Julio Africano, u 8 años según Eusebio de Cesarea y la versión armenia. 
La Crónica Demótica narra: "se le permitirá gobernar por 18 años. El primer rey que vendrá después será de los Medos... extranjeros"

## Biografía
Nectanebo subió al trono egipcio gracias al rey espartano Agesilao II, quien le ayudó a derrocar a Teos. En 350 a. C. una expedición aqueménida contra Egipto fracasa debido a la epidemia de peste que asoló al ejército aqueménida. 
Sin embargo, pocos años después, un poderoso ejército de 300.000 soldados persas, dirigido por Artajerjes III Oco, derrotó a los egipcios. Nectanebo huye a Menfis primero, luego a Nubia, donde permaneció durante un tiempo, para finalmente desaparecer sin dejar huella. Egipto fue sometido una vez más por un sátrapa del Imperio persa.

## Construcciones y testimonios de su época

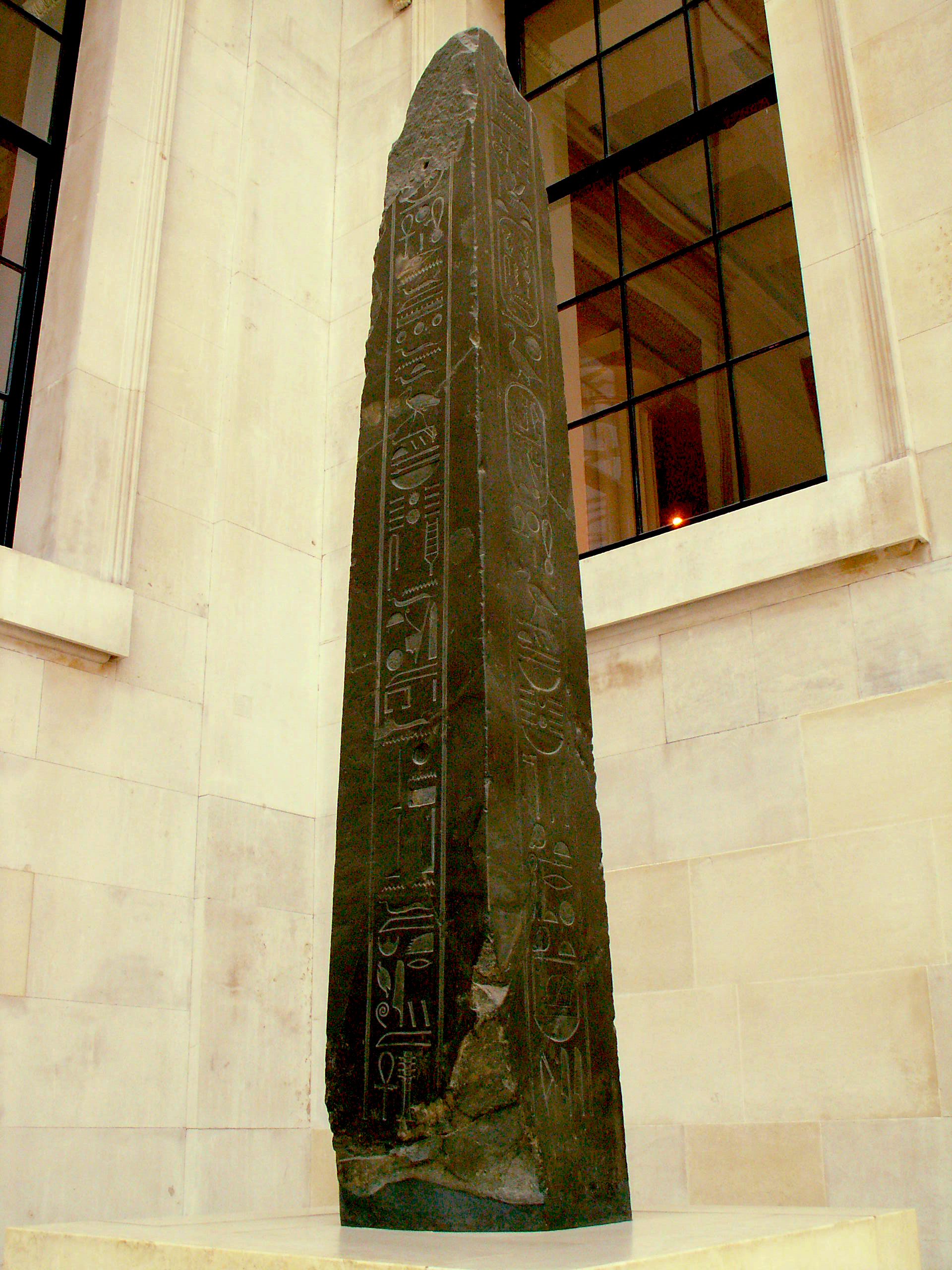
Obelisco de Nectanebo II.

Ushebti de Nectanebo II, fayenza. Museo Egipcio de Turín.

Su nombre se encuentra inscrito en los siguientes lugares:
1. Templo de Jnum en Elefantina (Junge)
2. Inscripción encontrada en Elefantina (Niederberg)
3. Trabajos de construcción en el templo en Edfu (Arnold)
4. Pequeño templo en Armant (Arnold)
5. Trabajos de construcción en Karnak (Arnold)
6. Capilla para Geb e Isis en Coptos (Arnold)
7. Fragmentos de estatua e inscripción en Hermópolis (Spencer)
8. Naos para el dios Herishef en Heracleópolis Magna (Arnold)
9. Iseum en Behbeit el-Hagar (Arnold)
10. Nuevo recinto para el templo en Tanis (Arnold)
11. Nuevo templo para Bastet en Bubastis (Arnold)
12. Ampliación del el templo de Ra-Horajti y Atum en Pithum (Arnold)
13. Templo de Onuris en Sebennitos (Arnold)
14. Obeliscos en el templo de Hibis en El-Jarga (Arnold)
15. Su sarcófago encontrado en la mezquita de Attarin en Alejandría (Museo Británico)

## Nectanebo II en laVida de Alejandrode Seudo Calístenes
La historia de Nectanebo que se cuenta en la Vida de Alejandro (que no es un texto histórico sino más bien un relato de aventuras fantásticas, compuesto en el siglo III de nuestra era) procede claramente de una vieja leyenda popular egipcia, convertida en una breve novela de tipo milesio. La cuestión de si Alejandro Magno era en realidad de origen faraónico debió de ser muy bien acogida por el público alejandrino y fundamentaba el derecho del macedonio al trono egipcio, no como un conquistador extranjero, sino como un pretendiente legítimo al ser hijo del último faraón.
Se cuenta en el libro I de dicha obra que Nectanebo dominaba todas las cosas con su poder mágico, y que gracias a esta práctica sometía a los ejércitos invasores, modelando réplicas de cera de los barcos y guerreros enemigos que sumergía en un barreño, quedando entonces igualmente sepultados hombres y navíos en el océano. Pero ante el despliegue de una multitud de pueblos contra Egipto, Nectanebo termina escapando hacía Pelusio, el puerto egipcio más cercano a Asia, disfrazado de sacerdote. Alarmado el pueblo por la desaparición de su faraón, consultaron el oráculo del Serapeo, que vaticinó el regreso de Nectanebo en la forma de su hijo Alejandro con las siguientes palabras: Ese rey que ha huido regresará de nuevo a Egipto no más viejo, sino rejuvenecido, y someterá a nuestros enemigos los persas. 
Refugiado en Macedonia, Nectanebo se hace famoso como adivino. La reina Olimpia de Epiro acudió a consultarle impresionada por su reciente fama, para inquirirle si era cierto que su esposo Filipo II de Macedonia al regresar de la guerra la rechazaría y tomaría a otra como esposa. Nectanebo entonces la convence de que la única manera de que esto no suceda es que acepte unirse durante la noche con el dios Amón para tener un hijo de él, el cual será un vengador de los ultrajes que te haga Filipo. Una vez llegada la noche, Nectanebo se disfraza con los cuernos del carnero y la túnica blanca del dios, y así toma a Olimpia en su dormitorio.
A su regreso, Filipo no toma ninguna medida contra su esposa, asombrado por los varios prodigios que le muestra Nectanebo tanto en sueños como durante sus banquetes para engañarle sobre la procedencia divina del aún no nacido Alejandro. En el parto, obligó a Olimpia a resistir los dolores y a retrasar el nacimiento hasta que los astros ocuparan una posición que asegurara el futuro glorioso del heredero de Macedonia. 

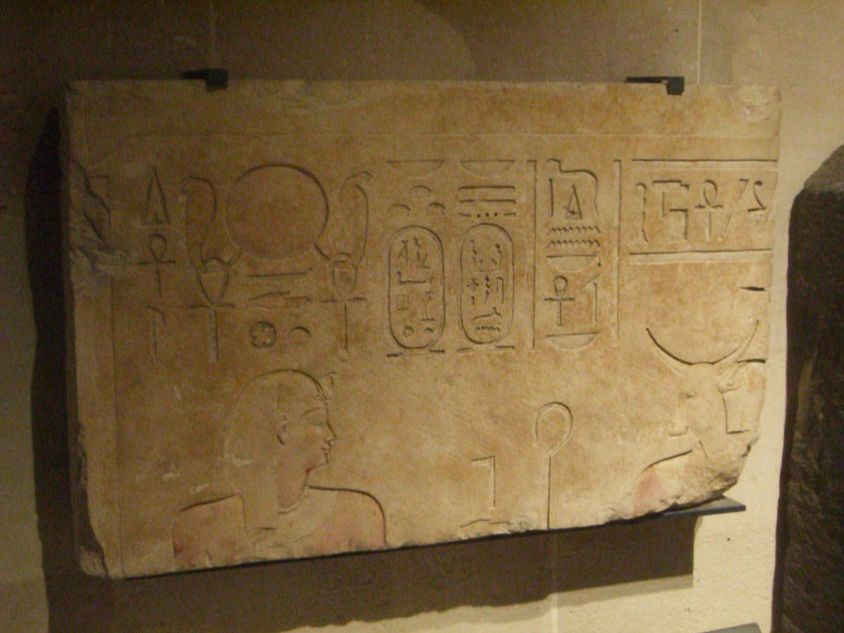
Bajorrelieve de Nectanebo II, procedente del Serapeum de Saqqara. Museo del Louvre.

La muerte de Nectanebo ocurrió cuando Alejandro, con doce años de edad, le acompañó en sus observaciones astrológicas en el campo. Para burlarse del adivino, le llevó hasta un hoyo donde le dejó caer mientras Nectanebo mantenía su vista lejos del suelo, ensimismada en las constelaciones y planetas (este episodio esta claramente tomado de la anécdota de Tales de Mileto). Golpeándose en la nuca, Nectanebo comprende que la herida es fatal y decide entonces revelar toda la verdad a Alejandro sobre su reinado en Egipto, su viaje y el engaño con el que consiguió seducir a su madre. Arrepentido de su acción y compadecido del que ahora sabe su padre, el joven Alejandro llevará su cadáver hasta Olimpia que, no obstante, decide construirle una tumba digna en Pella. Para finalizar el cuento, el desconocido autor señaló la paradoja de que Nectanebo, rey de los egipcios, recibiera honras fúnebres en Macedonia y Alejandro, soberano griego, ocupara su tumba en Egipto.

## Titulatura
| Titulatura | Jeroglífico | Transliteración (transcripción) - traducción - (referencias) |

| G5 |

| G5 |

| U6 | N18 · N18 |

| U6 | N18 · N18 |

| U6 | N18 · N18 |

| U6 | N18 · N18 |

| G5 |

| G5 |

| U6 | N18 · N18 |

| U6 | N18 · N18 |

| U6 | N18 · N18 |

| U6 | N18 · N18 |

| G16 |

| G16 |

| s | h · r | F34 | R8 | G43 |

| s | h · r | F34 | R8 | G43 |

| G16 |

| G16 |

| s | h · r | F34 | R8 | G43 |

| s | h · r | F34 | R8 | G43 |

| G8 |

| G8 |

| z · mn · N35 | U32 | h · p | G43 | Y1V | Z3 |

| z · mn · N35 | U32 | h · p | G43 | Y1V | Z3 |

| G8 |

| G8 |

| z · mn · N35 | U32 | h · p | G43 | Y1V | Z3 |

| z · mn · N35 | U32 | h · p | G43 | Y1V | Z3 |

| C2 | C12 | s | M29 | ib · Z1 | U21 · n |

| C2 | C12 | s | M29 | ib · Z1 | U21 · n |

| C2 | C12 | s | M29 | ib · Z1 | U21 · n |

| C2 | C12 | s | M29 | ib · Z1 | U21 · n |

| C2 | C12 | s | M29 | ib · Z1 | U21 · n |

| C2 | C12 | s | M29 | ib · Z1 | U21 · n |

| C2 | C12 | s | M29 | ib · Z1 | U21 · n |

| C2 | C12 | s | M29 | ib · Z1 | U21 · n |

| C2 | C12 | s | M29 | ib · Z1 | U21 · n |

| C2 | C12 | s | M29 | ib · Z1 | U21 · n |

| C2 | C12 | s | M29 | ib · Z1 | U21 · n |

| C2 | C12 | s | M29 | ib · Z1 | U21 · n |

| C2 | C12 | s | M29 | ib · Z1 | U21 · n |

| C2 | C12 | s | M29 | ib · Z1 | U21 · n |

| C2 | C12 | s | M29 | ib · Z1 | U21 · n |

| C2 | C12 | s | M29 | ib · Z1 | U21 · n |

| C9 | U7 · D40 | G5 | W4 | \| \| | t · O49 |
|    |          |    |    |       |         |

|  |

| C9 | U7 · D40 | G5 | W4 | \| \| | t · O49 |
|    |          |    |    |       |         |

|  |

| C9 | U7 · D40 | G5 | W4 | \| \| | t · O49 |
|    |          |    |    |       |         |

|  |

| C9 | U7 · D40 | G5 | W4 | \| \| | t · O49 |
|    |          |    |    |       |         |

|  |

| C9 | U7 · D40 | G5 | W4 | \| \| | t · O49 |
|    |          |    |    |       |         |

|  |

| C9 | U7 · D40 | G5 | W4 | \| \| | t · O49 |
|    |          |    |    |       |         |

|  |

| C9 | U7 · D40 | G5 | W4 | \| \| | t · O49 |
|    |          |    |    |       |         |

|  |

| C9 | U7 · D40 | G5 | W4 | \| \| | t · O49 |
|    |          |    |    |       |         |

|  |

| C9 | U7 · D40 | G5 | W4 | \| \| | t · O49 |
|    |          |    |    |       |         |

|  |

| C9 | U7 · D40 | G5 | W4 | \| \| | t · O49 |
|    |          |    |    |       |         |

|  |

| C9 | U7 · D40 | G5 | W4 | \| \| | t · O49 |
|    |          |    |    |       |         |

|  |

| C9 | U7 · D40 | G5 | W4 | \| \| | t · O49 |
|    |          |    |    |       |         |

|  |

| C9 | U7 · D40 | G5 | W4 | \| \| | t · O49 |
|    |          |    |    |       |         |

|  |

| C9 | U7 · D40 | G5 | W4 | \| \| | t · O49 |
|    |          |    |    |       |         |

|  |

| C9 | U7 · D40 | G5 | W4 | \| \| | t · O49 |
|    |          |    |    |       |         |

|  |

| C9 | U7 · D40 | G5 | W4 | \| \| | t · O49 |
|    |          |    |    |       |         |

|  |